# Кавайису (язык)
Кавайису (Kawaiisu) — почти исчезнувший индейский язык, который принадлежит южнонумской группе нумской подсемьи юто-астекской языковой семьи, на котором говорит народ кавайису, который проживает на территории Техачапи-Мохаве пустыни Мохаве на юге штата Калифорния в США. Почти весь народ в настоящее время говорит на английском языке. Осталось лишь десять человек, знающих этот язык.